# Grand Prix automobile de Styrie 2021
GP précédent GP suivant
Le Grand Prix automobile de Styrie 2021 (Formula 1 BWT Grosser Preis der Steiermark 2021) disputé le 27 juin 2021 sur le circuit de Spielberg, est la 1043e épreuve du championnat du monde de Formule 1 courue depuis 1950. Il s'agit de la deuxième édition du Grand Prix de Styrie comptant pour le championnat du monde de Formule 1 et de la huitième manche du championnat 2021.
Le calendrier de 23 courses de la saison 2021 comprenait tout d'abord en huitième manche le Grand Prix du Canada à la date du 13 juin. Le contexte de la pandémie de Covid-19, ayant provoqué son annulation pour la deuxième année consécutive, il a tout d'abord été remplacé à la même date par le Grand Prix de Turquie. Le même contexte a entraîné le report de cette course et la décision d'organiser comme en 2020, deux Grands Prix en une semaine sur le Red Bull Ring de Spielberg, mais dans un ordre inverse. Par ailleurs, l'organisation de ce Grand Prix provoque l'avancée d'une semaine du Grand Prix de France, qui a eu lieu le 20 juin.
Max Verstappen compte désormais autant de pole positions cette saison qu'il en avait réalisées depuis le début de sa carrière, en 2015. En effet, après les Grands Prix de Bahreïn et de France une semaine plus tôt, il place pour la troisième fois sa RB16B en tête sur la grille de départ, dans le fief de son écurie, en étant le seul, dès sa première tentative, à parcourir les 4,236 km du circuit en moins de 1 min 4 s. Il n'améliore pas par la suite, contrairement à Valtteri Bottas qui réussit le deuxième temps, à deux dixièmes de seconde. Le Finlandais étant pénalisé d'un recul de trois places, son coéquipier Lewis Hamilton accompagne le leader du championnat en première ligne. Lando Norris se montre à son avantage au volant de sa MCL35M avec un départ en deuxième ligne devant Sergio Pérez. Bottas occupe la troisième ligne, suivi par Pierre Gasly. Ils s'élancent devant Charles Leclerc et  Fernando Alonso. Lance Stroll et George Russell sont en cinquième ligne.
La quatrième victoire de la saison de Max Verstappen, sa seconde consécutive et la quatorzième de sa carrière, se résume à un cavalier seul du Batave sur le Red Bull Ring. En effet, après cinq tours, quand la direction de course autorise l'utilisation de l'aileron arrière mobile, il a déjà plus de deux secondes d'avance sur Lewis Hamilton ; il s'échappe ensuite définitivement, menant l'intégralité des soixante-et-onze tours, arrêt au stand compris, tandis qu'Hamilton tente, sans succès, un undercut en s'arrêtant un tour avant lui au vingt-neuvième passage. Red Bull Racing remporte sa quatrième victoire consécutive et retrouve son lustre de la période 2010-2013. « Ma voiture était en feu ! » dit le Néerlandais. Le septuple champion du monde mène une course solitaire, au deuxième rang, à la fois loin de Verstappen et du combat pour la troisième place opposant Valtteri Bottas à Sergio Pérez. Il dispose d'une avance suffisante pour s'arrêter dans l'avant-dernier tour, chausser des gommes tendres et prendre le point bonus du meilleur tour en course, limitant à dix-huit points son retard sur son rival au championnat. Dépassé par Bottas lors du premier passage au stand, Pérez s'arrête aussi une deuxième fois, au cinquante-quatrième tour, pour tenter de reprendre le meilleur sur le Finlandais en fin de course ; il échoue toutefois à moins d'une seconde de Bottas qui monte sur le podium. Derrière les Mercedes et les Red Bull, tous finissent à au moins un tour du vainqueur.
Lando Norris, cinquième, reste le seul pilote à avoir marqué lors de chaque course ; il termine néanmoins très loin de Bottas et Pérez, partis derrière lui, et devance Carlos Sainz Jr., douzième sur la grille. Septième, Charles Leclerc est élu pilote du jour pour le spectacle offert au public : provoquant, dans les premiers virages, la crevaison du pneu arrière gauche de l'AlphaTauri de Pierre Gasly qui doit abandonner, il doit s'arrêter pour changer son aileron avant endommagé et repart dernier. Il entame sa remontée, troquant, au trente-septième tour, ses pneus durs pour des medium et, après une série de onze dépassements, grâce notamment à son aileron arrière mobile, termine au même rang que sa position de départ. En fin de course, son coéquipier Sainz doit se dédoubler sur Hamilton pour tenter de revenir sur Norris et conserver son avance sur l'autre Ferrari. Lance Stroll prend le meilleur sur Fernando Alonso pour le gain de la huitième place et Yuki Tsunoda s'adjuge le dernier point restant.
Verstappen augmente son avance au championnat, avec 156 points, Hamilton (138 points) et son écurie se retrouvant dans la position de chasseurs qu'ils n'ont jamais connu depuis le début de l'ère hybride en 2014. Les positions au classement pilotes n'évoluent pas ; Pérez (94 points) conforte son avance sur Norris (86 points), lui même détaché par rapport à Bottas (74 points). Leclerc (58 points) reste sixième devant son coéquipier Sainz (50 points). Suivent Gasly (37 points et qui n'a pas marqué), Ricciardo (34 points) et Vettel, toujours dixième avec 30 points. L'avance de Red Bull (252 points) sur Mercedes (212 points) est désormais de 40 unités au championnat du monde des constructeurs. McLaren (120 points) tient fermement la troisième place devant Ferrari (108 points). Plus loin, AlphaTauri est cinquième (46 points), devant Aston Martin (44 points) et Alpine (31 points). Alfa Romeo (2 points) ferme la marche. Si George Russell, parti dixième et huitième après vingt-quatre tours, espérait bien marquer les premiers points de Williams cette saison, un problème moteur l'a contraint à l'abandon. Les Haas continuent toujours à évoluer en fond de peloton, loin des points.

## Pneus disponibles
| Pneus pour piste sèche | Pneus pour piste sèche | Pneus pour piste sèche | Pneus pluie    | Pneus pluie |
| ---------------------- | ---------------------- | ---------------------- | -------------- | ----------- |
| Durs (Type C2)         | Medium (Type C3)       | Tendres (Type C4)      | Intermédiaires | Pluie       |

## Essais libres

### Première séance, le vendredi de 11 h 30 à 12 h 30
| Pos. | Pilote          | Voiture          | Chrono         | Écart     |
| ---- | --------------- | ---------------- | -------------- | --------- |
| 1    | Max Verstappen  | Red Bull-Honda   | 1 min 05 s 910 |           |
| 2    | Pierre Gasly    | AlphaTauri-Honda | 1 min 06 s 166 | + 0 s 256 |
| 3    | Lewis Hamilton  | Mercedes         | 1 min 06 s 332 | + 0 s 422 |
| 4    | Valtteri Bottas | Mercedes         | 1 min 06 s 386 | + 0 s 476 |
| 5    | Yuki Tsunoda    | AlphaTauri-Honda | 1 min 06 s 397 | + 0 s 487 |
| 6    | Fernando Alonso | Alpine-Renault   | 1 min 06 s 519 | + 0 s 609 |

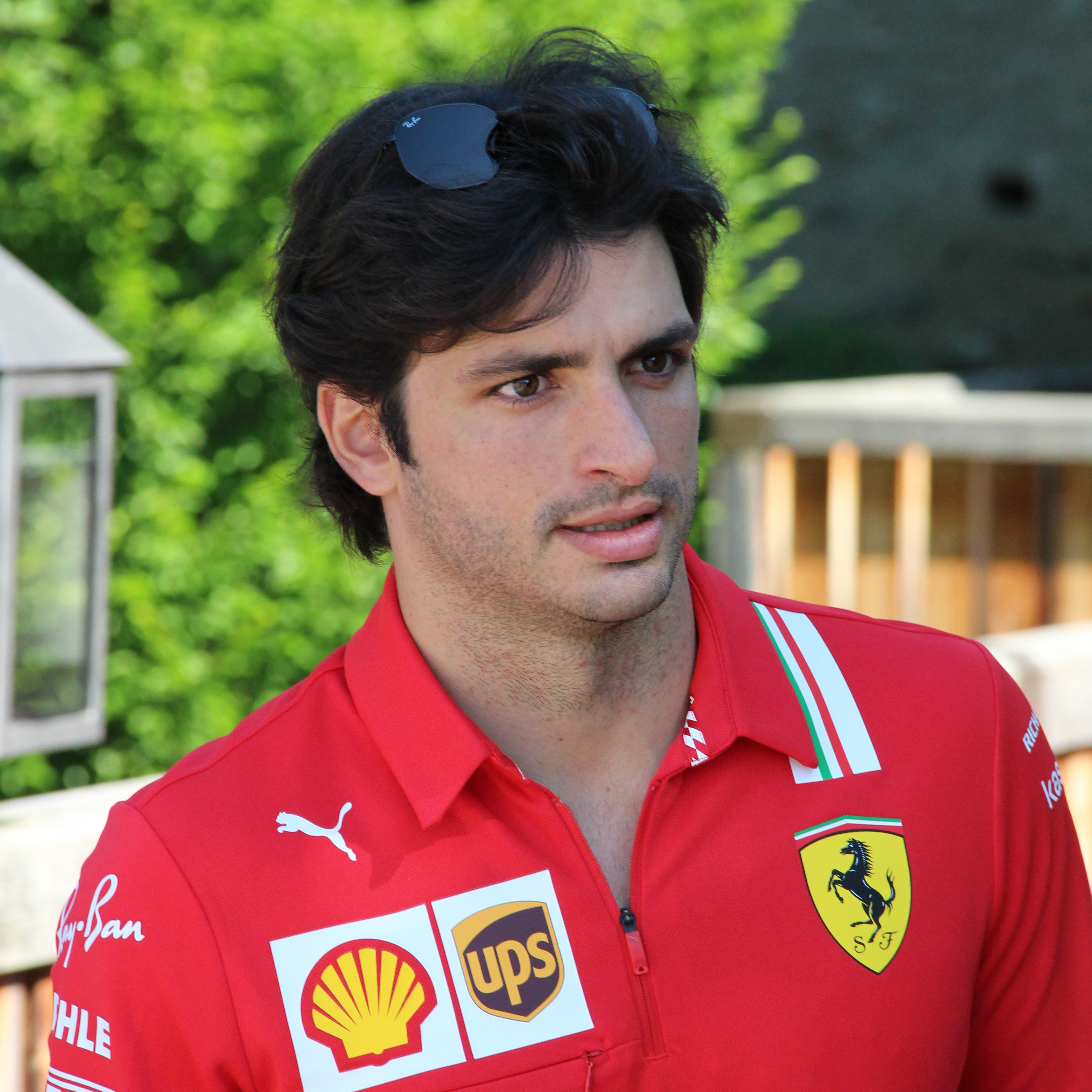
Carlos sainz Jr. au Grand Prix de Styrie 2021.

- Robert Kubica, pilote-essayeur pour Alfa Romeo Racing, remplace Kimi Räikkönen au volant de la C41 lors de cette séance ; il réalise le dix-neuvième temps, à 1 s 913 de Verstappen[4].

### Deuxième séance, le vendredi de 15 h à 16 h
| Pos. | Pilote           | Voiture               | Chrono         | Écart     |
| ---- | ---------------- | --------------------- | -------------- | --------- |
| 1    | Max Verstappen   | Red Bull-Honda        | 1 min 05 s 412 |           |
| 2    | Daniel Ricciardo | McLaren-Mercedes      | 1 min 05 s 748 | + 0 s 336 |
| 3    | Esteban Ocon     | Alpine-Renault        | 1 min 05 s 790 | + 0 s 378 |
| 4    | Lewis Hamilton   | Mercedes              | 1 min 05 s 796 | + 0 s 384 |
| 5    | Fernando Alonso  | Alpine-Renault        | 1 min 05 s 827 | + 0 s 415 |
| 6    | Sebastian Vettel | Aston Martin-Mercedes | 1 min 05 s 934 | + 0 s 522 |

- Pierre Gasly, auteur du deuxième temps de la première séance d'essais libres, ne prend pas part à la suivante en raison d'un problème moteur sur son AT02[6] ;
- Un incident insolite se produit dans la voie des stands, quand Valtteri Bottas, quittant l'emplacement devant son garage en pneus neufs, part en tête-à-queue, ne blessant personne par chance compte tenu du nombreux personnel présent tout autour. Les mécaniciens McLaren poussent sa monoplace en arrière pour l'aider à repartir. Convoqué par les commissaires pour cette erreur, il est pénalisé d'un retrait de deux points sur sa super licence et d'un recul de trois places sur la grille de départ[6],[7],[8].

### Troisième séance, le samedi de 12 h à 13 h
| Pos. | Pilote          | Voiture          | Chrono         | Écart     |
| ---- | --------------- | ---------------- | -------------- | --------- |
| 1    | Lewis Hamilton  | Mercedes         | 1 min 04 s 369 |           |
| 2    | Max Verstappen  | Red Bull-Honda   | 1 min 04 s 573 | + 0 s 204 |
| 3    | Valtteri Bottas | Mercedes         | 1 min 04 s 832 | + 0 s 463 |
| 4    | Sergio Pérez    | Red Bull-Honda   | 1 min 05 s 026 | + 0 s 657 |
| 5    | Yuki Tsunoda    | AlphaTauri-Honda | 1 min 05 s 150 | + 0 s 781 |
| 6    | Pierre Gasly    | AlphaTauri-Honda | 1 min 05 s 298 | + 0 s 929 |

## Séance de qualifications

### Résultats des qualifications
| Pos.                                                                                      | Pilote             | Écurie                | Qualifications 1 | Qualifications 2 | Qualifications 3 |
| ----------------------------------------------------------------------------------------- | ------------------ | --------------------- | ---------------- | ---------------- | ---------------- |
| 1                                                                                         | Max Verstappen     | Red Bull-Honda        | 1 min 04 s 489   | 1 min 04 s 433   | 1 min 03 s 841   |
| 2                                                                                         | Valtteri Bottas    | Mercedes              | 1 min 04 s 537   | 1 min 04 s 443   | 1 min 04 s 035   |
| 3                                                                                         | Lewis Hamilton     | Mercedes              | 1 min 04 s 672   | 1 min 04 s 512   | 1 min 04 s 067   |
| 4                                                                                         | Lando Norris       | McLaren-Mercedes      | 1 min 04 s 584   | 1 min 04 s 298   | 1 min 04 s 120   |
| 5                                                                                         | Sergio Pérez       | Red Bull-Honda        | 1 min 04 s 638   | 1 min 04 s 197   | 1 min 04 s 168   |
| 6                                                                                         | Pierre Gasly       | AlphaTauri-Honda      | 1 min 04 s 765   | 1 min 04 s 429   | 1 min 04 s 236   |
| 7                                                                                         | Charles Leclerc    | Ferrari               | 1 min 04 s 745   | 1 min 04 s 646   | 1 min 04 s 472   |
| 8                                                                                         | Yuki Tsunoda       | AlphaTauri-Honda      | 1 min 04 s 608   | 1 min 04 s 631   | 1 min 04 s 514   |
| 9                                                                                         | Fernando Alonso    | Alpine-Renault        | 1 min 04 s 971   | 1 min 04 s 582   | 1 min 04 s 574   |
| 10                                                                                        | Lance Stroll       | Aston Martin-Mercedes | 1 min 04 s 821   | 1 min 04 s 663   | 1 min 04 s 708   |
| 11                                                                                        | George Russell     | Williams-Mercedes     | 1 min 05 s 033   | 1 min 04 s 671   |                  |
| 12                                                                                        | Carlos Sainz Jr.   | Ferrari               | 1 min 04 s 859   | 1 min 04 s 800   |                  |
| 13                                                                                        | Daniel Ricciardo   | McLaren-Mercedes      | 1 min 05 s 142   | 1 min 04 s 808   |                  |
| 14                                                                                        | Sebastian Vettel   | Aston Martin-Mercedes | 1 min 05 s 051   | 1 min 04 s 875   |                  |
| 15                                                                                        | Antonio Giovinazzi | Alfa Romeo-Ferrari    | 1 min 05 s 092   | 1 min 04 s 913   |                  |
| 16                                                                                        | Nicholas Latifi    | Williams-Mercedes     | 1 min 05 s 175   |                  |                  |
| 17                                                                                        | Esteban Ocon       | Alpine-Renault        | 1 min 05 s 217   |                  |                  |
| 18                                                                                        | Kimi Räikkönen     | Alfa Romeo-Ferrari    | 1 min 05 s 429   |                  |                  |
| 19                                                                                        | Mick Schumacher    | Haas-Ferrari          | 1 min 06 s 041   |                  |                  |
| 20                                                                                        | Nikita Mazepin     | Haas-Ferrari          | 1 min 06 s 192   |                  |                  |
| Temps minimal à réaliser pour la qualification : 1 min 09 s 003 (107 % de 1 min 04 s 489) |                    |                       |                  |                  |                  |

### Grille de départ
- Valtteri Bottas, auteur du deuxième temps, est pénalisé d'un recul de trois places sur la grille de départ après avoir effectué un tête-à-queue dans la voie des stands lors de la seconde session d'essais libres ; il s'élance de la cinquième place, en troisième ligne aux côtés de Pierre Gasly[8],[11]. Par conséquent, Lewis Hamilton est en première ligne derrière le poleman Max Verstappen, Lando Norris se retrouve troisième, en deuxième ligne devant Sergio Pérez.
- Yuki Tsunoda, auteur du huitième temps, est pénalisé d'un recul de trois places sur la grille de départ pour avoir gêné Valtteri Bottas qui effectuait son tour rapide lors de la dernière phase des qualifications ; il part de la onzième place. Fernando Alonso rejoint Charles Leclerc sur la quatrième ligne alors que George Russell auteur du onzième temps, part en cinquième ligne derrière Lance Stroll[12].

## Course

### Classement de la course
| Pos. | no | Pilote             | Écurie                | Tours | Temps/Abandon                      | Grille | Points |
| ---- | -- | ------------------ | --------------------- | ----- | ---------------------------------- | ------ | ------ |
| 1    | 33 | Max Verstappen     | Red Bull-Honda        | 71    | 1 h 22 min 18 s 927 (223,373 km/h) | 1      | 25     |
| 2    | 44 | Lewis Hamilton     | Mercedes              | 71    | + 35 s 743                         | 2      | 18 + 1 |
| 3    | 77 | Valtteri Bottas    | Mercedes              | 71    | + 46 s 907                         | 5      | 15     |
| 4    | 11 | Sergio Pérez       | Red Bull-Honda        | 71    | + 47 s 434                         | 4      | 12     |
| 5    | 4  | Lando Norris       | McLaren-Mercedes      | 70    | + 1 tour                           | 3      | 10     |
| 6    | 55 | Carlos Sainz Jr.   | Ferrari               | 70    | + 1 tour                           | 12     | 8      |
| 7    | 16 | Charles Leclerc    | Ferrari               | 70    | + 1 tour                           | 7      | 6      |
| 8    | 18 | Lance Stroll       | Aston Martin-Mercedes | 70    | + 1 tour                           | 9      | 4      |
| 9    | 14 | Fernando Alonso    | Alpine-Renault        | 70    | + 1 tour                           | 8      | 2      |
| 10   | 22 | Yuki Tsunoda       | AlphaTauri-Honda      | 70    | + 1 tour                           | 11     | 1      |
| 11   | 7  | Kimi Räikkönen     | Alfa Romeo-Ferrari    | 70    | + 1 tour                           | 18     |        |
| 12   | 5  | Sebastian Vettel   | Aston Martin-Mercedes | 70    | + 1 tour                           | 14     |        |
| 13   | 3  | Daniel Ricciardo   | McLaren-Mercedes      | 70    | + 1 tour                           | 13     |        |
| 14   | 31 | Esteban Ocon       | Alpine-Renault        | 70    | + 1 tour                           | 17     |        |
| 15   | 99 | Antonio Giovinazzi | Alfa Romeo-Ferrari    | 70    | + 1 tour                           | 15     |        |
| 16   | 47 | Mick Schumacher    | Haas-Ferrari          | 69    | + 2 tours                          | 19     |        |
| 17   | 6  | Nicholas Latifi    | Williams-Mercedes     | 68    | + 3 tours                          | 16     |        |
| 18   | 9  | Nikita Mazepin     | Haas-Ferrari          | 68    | + 3 tours                          | 20     |        |
| Abd. | 63 | George Russell     | Williams-Mercedes     | 36    | Pression d'air du moteur           | 10     |        |
| Abd. | 10 | Pierre Gasly       | AlphaTauri-Honda      | 1     | Accrochage                         | 6      |        |

### Pole position et record du tour
- Pole position :  Max Verstappen (Red Bull-Honda) en 1 min 03 s 841 (243,492 km/h)[14].
- Meilleur tour en course :  Lewis Hamilton (Mercedes) en 1 min 07 s 058 (231,811 km/h) au soixante-et-onzième tour ; deuxième de la course, il remporte le point bonus associé au meilleur tour en course[15].

### Tours en tête
- Max Verstappen (Red Bull-Honda) : 71 tours (1-71)[16].

## Classements généraux à l'issue de la course
| Pos. | Pilote             | Écurie                | Points |
| ---- | ------------------ | --------------------- | ------ |
| 1    | Max Verstappen     | Red Bull-Honda        | 156    |
| 2    | Lewis Hamilton     | Mercedes              | 138    |
| 3    | Sergio Pérez       | Red Bull-Honda        | 96     |
| 4    | Lando Norris       | McLaren-Mercedes      | 86     |
| 5    | Valtteri Bottas    | Mercedes              | 74     |
| 6    | Charles Leclerc    | Ferrari               | 58     |
| 7    | Carlos Sainz Jr.   | Ferrari               | 50     |
| 8    | Pierre Gasly       | AlphaTauri-Honda      | 37     |
| 9    | Daniel Ricciardo   | McLaren-Mercedes      | 34     |
| 10   | Sebastian Vettel   | Aston Martin-Mercedes | 30     |
| 11   | Fernando Alonso    | Alpine-Renault        | 19     |
| 12   | Lance Stroll       | Aston Martin-Mercedes | 14     |
| 13   | Esteban Ocon       | Alpine-Renault        | 12     |
| 14   | Yuki Tsunoda       | AlphaTauri-Honda      | 9      |
| 15   | Kimi Räikkönen     | Alfa Romeo-Ferrari    | 1      |
| 16   | Antonio Giovinazzi | Alfa Romeo-Ferrari    | 1      |

| Pos. | Écurie                | Points |
| ---- | --------------------- | ------ |
| 1    | Red Bull-Honda        | 252    |
| 2    | Mercedes              | 212    |
| 3    | McLaren-Mercedes      | 120    |
| 4    | Ferrari               | 108    |
| 5    | AlphaTauri-Honda      | 46     |
| 6    | Aston Martin-Mercedes | 44     |
| 7    | Alpine-Renault        | 31     |
| 8    | Alfa Romeo-Ferrari    | 2      |

## Statistiques

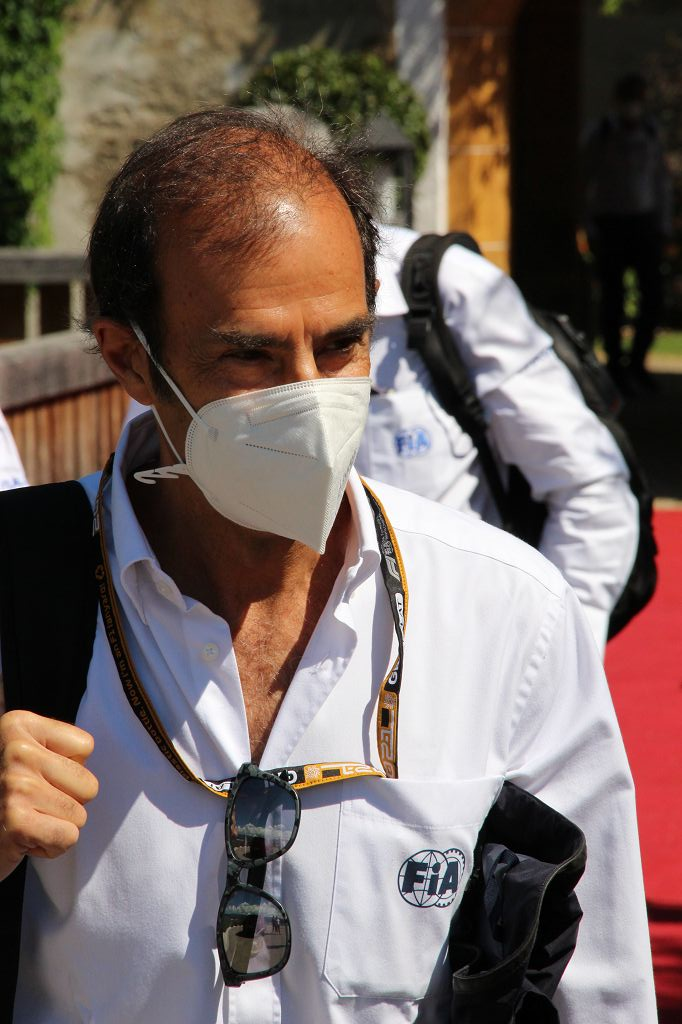
Emanuele Pirro, conseiller auprès des commissaires de course par la FIA au Grand Prix de Styrie 2021.

Le Grand Prix de Styrie 2021 représente :
- la 6e pole position de Max Verstappen, sa troisième de la saison et sa deuxième consécutive[19] ;
- la 14e victoire de Max Verstappen, la quatrième de la saison et sa deuxième consécutive[20] ;
- la 68e victoire de Red Bull Racing[21] ;
- la 82e victoire de Honda en tant que motoriste[22].

Au cours de ce Grand Prix :
- Red Bull Racing obtient, grâce à Max Verstappen, deux pole positions consécutives, ce qui n'était plus arrivé depuis 2013 avec les pole positions de Sebastian Vettel aux États-Unis puis au Brésil[23],[24] ;
- Red Bull Racing obtient, grâce à Max Verstappen et Sergio Pérez, une quatrième victoire consécutive, série qu'elle n'a plus connue depuis sa période de domination entre 2010 et 2013 ; les séries précédentes étaient toutefois l'œuvre du seul Sebastian Vettel (en 2012 et en 2013)[25] ;
- À l'inverse, Lewis Hamilton n'avait pas connu une série de quatre weekends de course sans pole position et sans victoire depuis 2013[25] ;
- Max Verstappen mène un Grand Prix de bout en bout pour la quatrième fois de sa carrière[26] ;
- Déjà vainqueur à Spielberg en 2018 et en 2019, Max Verstappen égale le record de trois victoires sur ce circuit détenu par Alain Prost (1983, 1985, 1986)[27] ;
- Hamilton, Verstappen et Bottas partagent le podium pour la dix-septième fois, améliorant leur précédent record[28] ;
- Lewis Hamilton passe la barre des 3 900 points inscrits en Formule 1 (3 916 points)[29] ;
- Max Verstappen passe la barre des 1 300 points inscrits en Formule 1 (1 318 points)[30] ;
- Sergio Pérez passe la barre des 800 points inscrits en Formule 1 (802 points)[31] ;
- Charles Leclerc est élu « Pilote du jour » à l'issue d'un vote organisé sur le site officiel de la Formule 1[32] ;
- Lando Norris reste le dernier pilote de la saison à avoir marqué à chaque course[33]
- Emanuele Pirro (37 départs en Grands Prix de Formule 1, 3 points inscrits entre 1989 et 1991 et quintuple vainqueur des 24 Heures du Mans en 2000, 2001, 2002, 2006 et 2007) est nommé conseiller auprès des commissaires de course par la FIA pour les aider dans leurs jugements[34].